# أسدية (عقيدة سياسية)

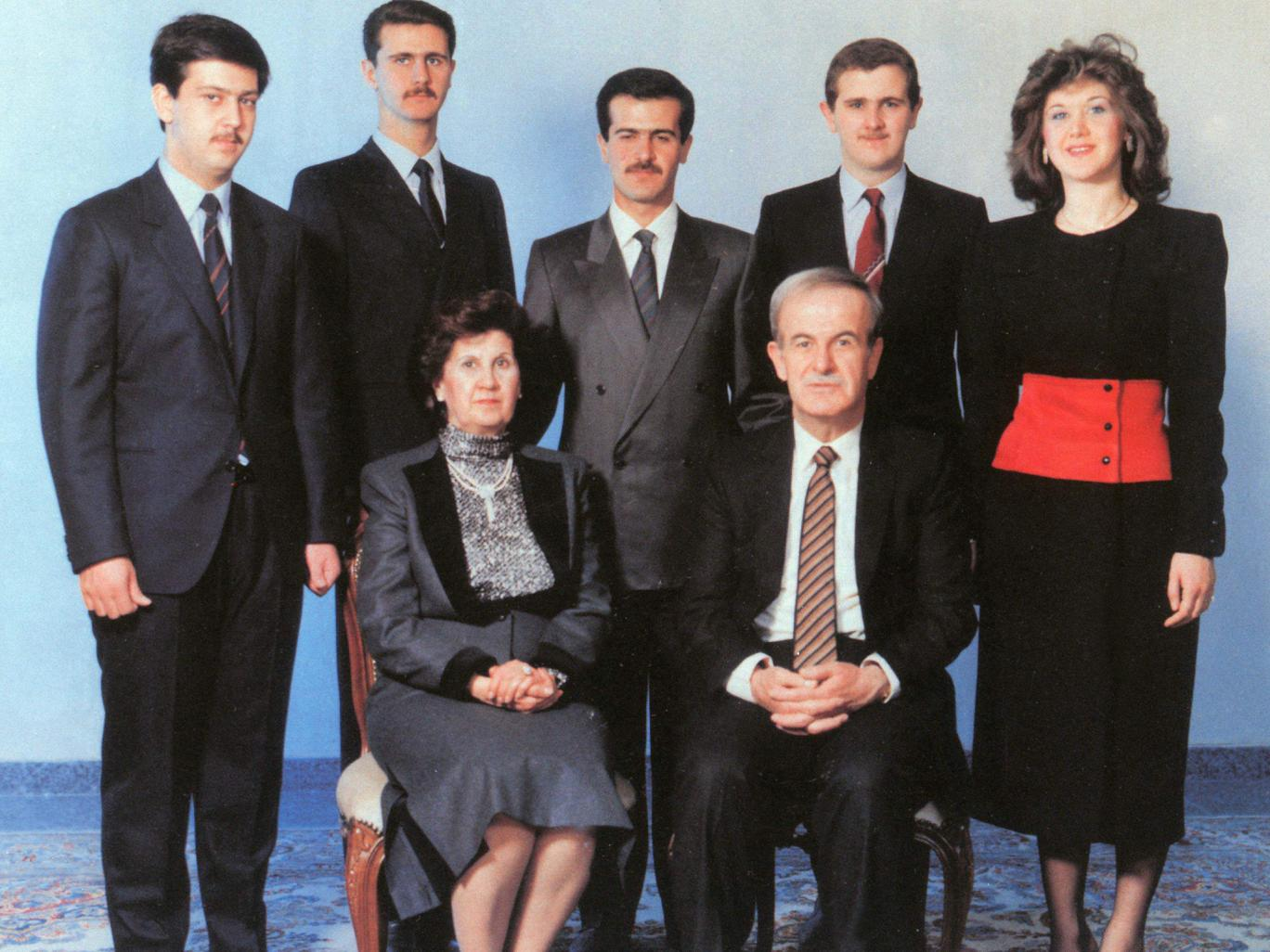
عائلة الأسد، ق. 1993.

الأسدية هي أيديولوجية بعثية جديدة تعتمد على سياسات عائلة الأسد، التي حكمت سوريا كدكتاتورية وراثية شمولية من عام 1971 إلى عام 2024. وقد امتدت هذه الفترة خلال حكم حافظ الأسد وابنه بشار الأسد. وصل آل الأسد إلى السلطة نتيجة للانقلاب السوري عام 1970، مما أدى إلى تعزيز هيمنة الأقلية العلوية داخل القوات العسكرية والأمنية. اتسمت حكمهم إلى حد كبير بالمحسوبية والطائفية والمحسوبية العرقية. وتكرس هذه الأيديولوجية الدور القيادي الذي تلعبه عائلة الأسد في السياسة السورية، وتقدم نظام الأسد بطريقة شخصية للغاية، من خلال إنشاء حكومة تعتمد على زعيمها وتدور حوله. وفي ظل هذا النظام، صوّر حزب البعث السوري حكمة الأسد على أنها "تتجاوز فهم المواطن العادي". كما صورت الدعاية الحكومية السورية الأسدية على أنها تيار بعثي جديد طور أيديولوجية البعث بما يتناسب مع احتياجات العصر الحديث.
عملت عائلة الأسد على تنمية شبكات واسعة من المحسوبية، وضمان الولاء في حين احتكرت أجزاء واسعة من الاقتصاد السوري وعززت الفساد على نطاق واسع. لقد استخدم حزب البعث السوري سيطرته على المجالات السياسية والاجتماعية والاقتصادية والثقافية والتعليمية والدينية في سوريا لفرض أيديولوجيته البعثية الجديدة في المجتمع الأوسع والحفاظ على قبضة عائلة الأسد على السلطة. كان هدف حافظ الأسد عند وصوله إلى السلطة هو تعزيز الدولة الاشتراكية مع حزب البعث كطليعة لها من خلال إنشاء نظام "مضاد للانقلابات" يقضي على التنافسات الفصائلية. بمجرد استيلائه على السلطة، عمل على تطهير القوات المسلحة والشرطة السرية وقوات الأمن والبيروقراطية، وإخضاعها لقيادة الحزب من خلال تثبيت النخب العلوية الموالية للأسد. وللحفاظ على السيطرة، اعتمدت الأسرة على القوة الغاشمة والقمع المستمر، كما تجسد ذلك في مذبحة حماة عام 1982 والمذابح الطائفية العديدة على مدار الحرب الأهلية السورية منذ عام 2011. بعد سقوط نظام الأسد في عام 2024 بسبب هجوم متجدد للمعارضة السورية وسط الحرب الأهلية، انخرط الأسديون الموالون للنظام السابق في تمرد عنيف عبر معاقل العلويين في غرب سوريا.
جمال الأتاسي، المؤسس المشارك لحزب البعث العربي في بداياته بزعامة زكي الأرسوزي والمعارض السوري لاحقًا، صرّح بأن "الأسدية قومية زائفة. إنها هيمنة أقلية، ولا أقصد العلويين فحسب، الذين يسيطرون على الجهاز العصبي للمجتمع. بل أشمل أيضًا الجيش والمخابرات ... وعلى الرغم من شعاراتها الاشتراكية، فإن الدولة تُدار من قِبل طبقة جمعت ثروة طائلة دون مساهمة — وهي طبقة برجوازية جديدة طفيلية." تحالفت عائلة الأسد مع إيران ومحور المقاومة التابع لها طوال معظم فترة حكمها، مما ساهم في التنافس بين البعثيين مع حزب البعث الصدامي الذي يهيمن عليه السنة في العراق.

## تاريخ

### قبل عام 1970
قبل استيلاء حافظ الأسد على السلطة في عام 1970، كانت الحركة البعثية الجديدة في سوريا خاضعة لسيطرة الرجل القوي صلاح جديد. وتزايدت التوترات بين جديد وحافظ الأسد في أعقاب حرب 1967. استغل حافظ الأسد سيطرته على الجيش لتفكيك شبكة دعم جديد، قبل أن ينفذ انقلابًا ويسجن جديد والرئيس السوري آنذاك نور الدين الأتاسي.